# Marmato (Caldas)
Marmato est une municipalité du département de Caldas, en Colombie. Elle est notamment connue pour ses mines d'or et d'argent.